# Anticorpi anti-ssDNA
Gli anticorpi anti-ssDNA, anche chiamati anti-DNA denaturato, sono autoanticorpi antinucleo diretti contro il DNA (ssDNA è sigla dell'inglese single stranded DNA), associati a numerose malattie autoimmuni, e in particolare al lupus eritematoso sistemico, dove sono presenti nel 50-60% dei casi.
Risultano presenti anche nelle tiroiditi autoimmuni, nella sclerodermia e nell'epatite autoimmune.